# Бернхард I фон Ратцебург
Бернхард I фон Ратцебург (на немски: Bernhard I, Graf von Ratzeburg; † 1195) от саксонската фамилия Бадвиди е от 1163/1164 до 1195 г. граф на Ратцебург.
Той е син на граф Хайнрих фон Бадевиде-Ботвиде-Полаборум, граф и фогт на Ратцебург († 1163) и съпругата му принцеса от Минск, роднина на крал Валдемар I Датски, дъщеря на принц Владимир Дмитрий Всевелодич от Минск († 1139) и Рикса от Полша († 1155).

## Фамилия
Бернхард I фон Ратцебург се жени пр. 1162 г. за Маргарета фон Шлаве († сл. 1162), дъщеря на херцог Ратибор I от Померания (†1156) и принцеса Прибислава Ярославна от Владимир († ок. 1156), внучка на крал Святополк II. Тя е роднина на София († 1198), съпругата на крал Валдемар I Датски. Те имат три сина:
- Фолрад († ок. 1180, убит в битка)
- Хайнрих († ок. 1190)
- Бернхард II фон Ратцебург († 1198), наследник, женен сл. 1189 г. за Аделхайд фон Васел (* ок. 1175; † 27 октомври 1244)